# Эскинья, Габриэл
Габриэ́л Эски́нья (нем. Gabriel Eskinja; 29 августа 2003, Грац) — австрийский футболист, защитник луганской «Зари».

## Карьера
Сын футболиста и тренера хорватского происхождения Зорана Эскинья, игравшего и работающего в клубах низших лиг Австрии. Старший брат Йосип (р. 1998), также выступает в низших лигах Австрии.
Габриэл прошёл академии клубов «Граткорн», ГАК и «Штурм». В 2019 году присоединился к клубу «Кальсдорф», за который в сезонах 2020/21 и 2021/22 провёл 18 матчей в региональной лиге Австрии. С сентября 2021 года выступал под руководством отца.
В феврале 2022 года перешёл в хорватский клуб «Славен Белупо» и в основном выступал за команду в молодёжной лиге Хорватии. За основной состав команды дебютировал 20 мая в матче заключительного тура чемпионата Хорватии против «Истра 1961», появившись на замену на 5-й компенсированной минуте вместо Филипа Хлевняка.